# Innovation (schip, 2012)
De Innovation is een hefschip van GeoSea NV, een Belgisch bedrijf in de DEME-group.

## Algemeen

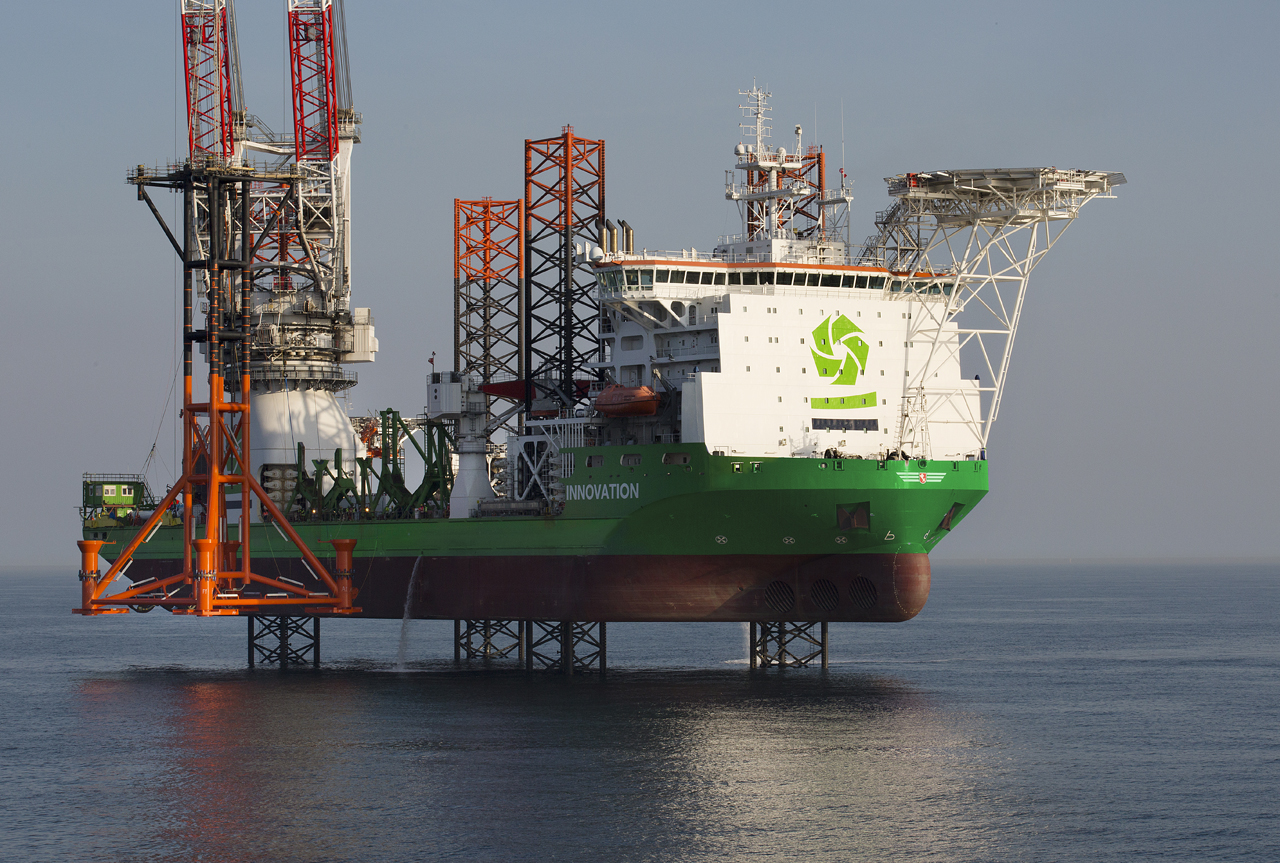
Innovation (1)

Het schip werd in 2010 besteld door Beluga Hochtief Offshore, een joint-venture van de Beluga Group en Hochtief, bij de Poolse Crist-werf in Gdynia en daar gebouwd onder het bouwnummer 142/1. De kiellegging vond plaats op 15 november 2010, de lancering op 25 juni 2012. Het schip werd voltooid op 31 juli 2012. Het schip werd in augustus 2012 in dienst gesteld en op 3 september in Bremerhaven gedoopt. De bouw kostte ongeveer 200 miljoen euro. Het schip is ontworpen door Overdick uit Hamburg in samenwerking met Wärtsilä Ship Design. Na het faillissement van de Beluga-groep ging de DEME-dochter GeoSea uit België haar joint-venture met een belang van 50% met Hochtief aan. De naam van de joint-venture is nu HGO InfraSea Solutions.
Het schip wordt gebruikt voor het bouwen van windturbines in offshore-windparken en wordt sinds midden september 2012 in eerste instantie gebruikt voor de bouw van het offshore-windpark Global Tech I in de Duitse exclusieve economische zone in de Noordzee. In oktober 2017 zal het schip dienen voor de bouw van het windmolenpark Horns Rev 3.

## Technische gegevens
De voortstuwing van het schip is dieselelektrisch. Zes dieselgeneratorsets leveren het vermogen voor de vier elektrisch aangedreven roerpropellers.
De dekopbouwen bevinden zich in het voorste deel van het schip. Boven het dekhuis is aan de bakboordzijde een helideck geïnstalleerd. Aan boord zijn accommodaties voor 100 personen inclusief de bemanning van het schip. De hutten kunnen worden gebruikt als enkele of dubbele hutten. Achter het dekhuis bevindt zich het werkdek van 3400 m². Het schip kan tot 8000 ton laden. Hij is uitgerust met vier hefbenen waarmee hij tot 50 meter diep water kan werken. Het schip kan worden gebruikt tot een golfhoogte van maximaal 2 meter.
De Innovation maakt gebruik van een dynamisch positioneringssysteem om te manoeuvreren bij het plaatsen van windmolens.